# 버찌

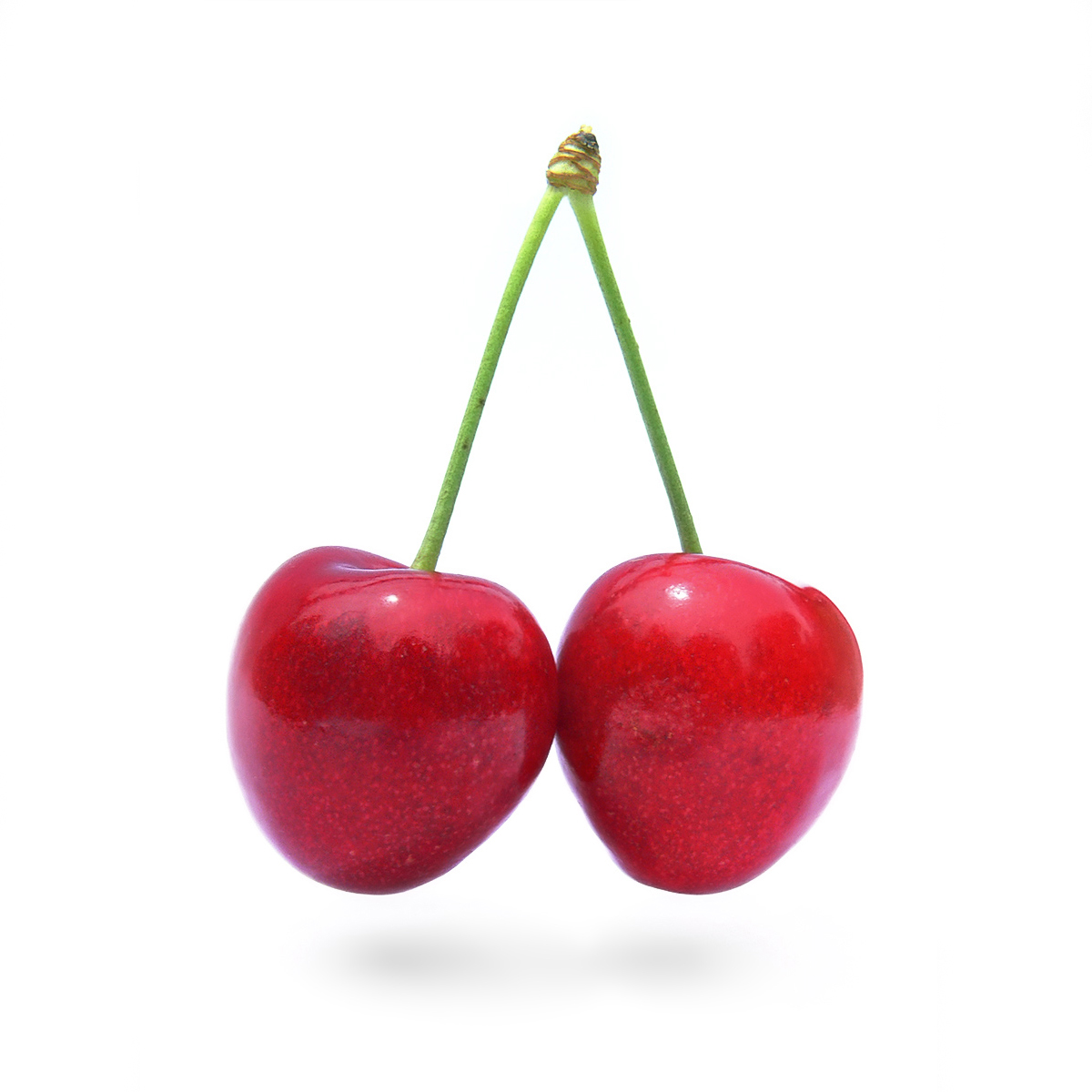
버찌는 식용으로 활발히 재배됐기에 품종이 매우 다양하다. 사진은 '스텔라' 품종의 양벚나무 버찌.

버찌는 검거나 붉은빛을 띤 핵과의 하나로, 장미목 벚나무속(Prunus) 벚나무아속(Cerasus)에 딸린 벚나무·신양벚나무·양벚나무·제주벚나무 등 여러 식물의 열매를 구분하지 않고 아울러 이르는 말이다.
버찌의 정의는 언어권마다 제각각인데, 한국어 화자는 일반적으로 붉고, 알이 앵두보다 굵되 자두보다는 작은 벚나무속 식물의 열매를 모두 '버찌'라 부른다. 대한민국에서는 표준어인 '버찌' 외에도 양벚나무와 신양벚나무의 버찌를 따로 체리(영어: cherry)라 일컫기도 한다.

## 역사
영어 낱말 체리(cherry), 프랑스어 낱말 cerise, 스페인어 낱말 cereza, 터키어 낱말 kiraz는 모두 라틴어 낱말 cerasum에서 비롯된 것으로, 체리가 처음으로 유럽으로 수출된 것으로 간주되는 오늘날 터키 기레순시를 가리키는 그리스 지역에 해당한다.
신양벚나무는 유럽 거의 대부분의 지역, 아시아 서부, 아프리카 북부 일부 지역으로 분포해 있으며 과실은 선사시대 이후로 소비되어왔다. 버찌의 경작은 아나톨리아 동북부의 로마 루키우스 리키니우스 루쿨루스 시기인 기원전 72년 폰토스 시대로 기록되었다.

## 상업 생산

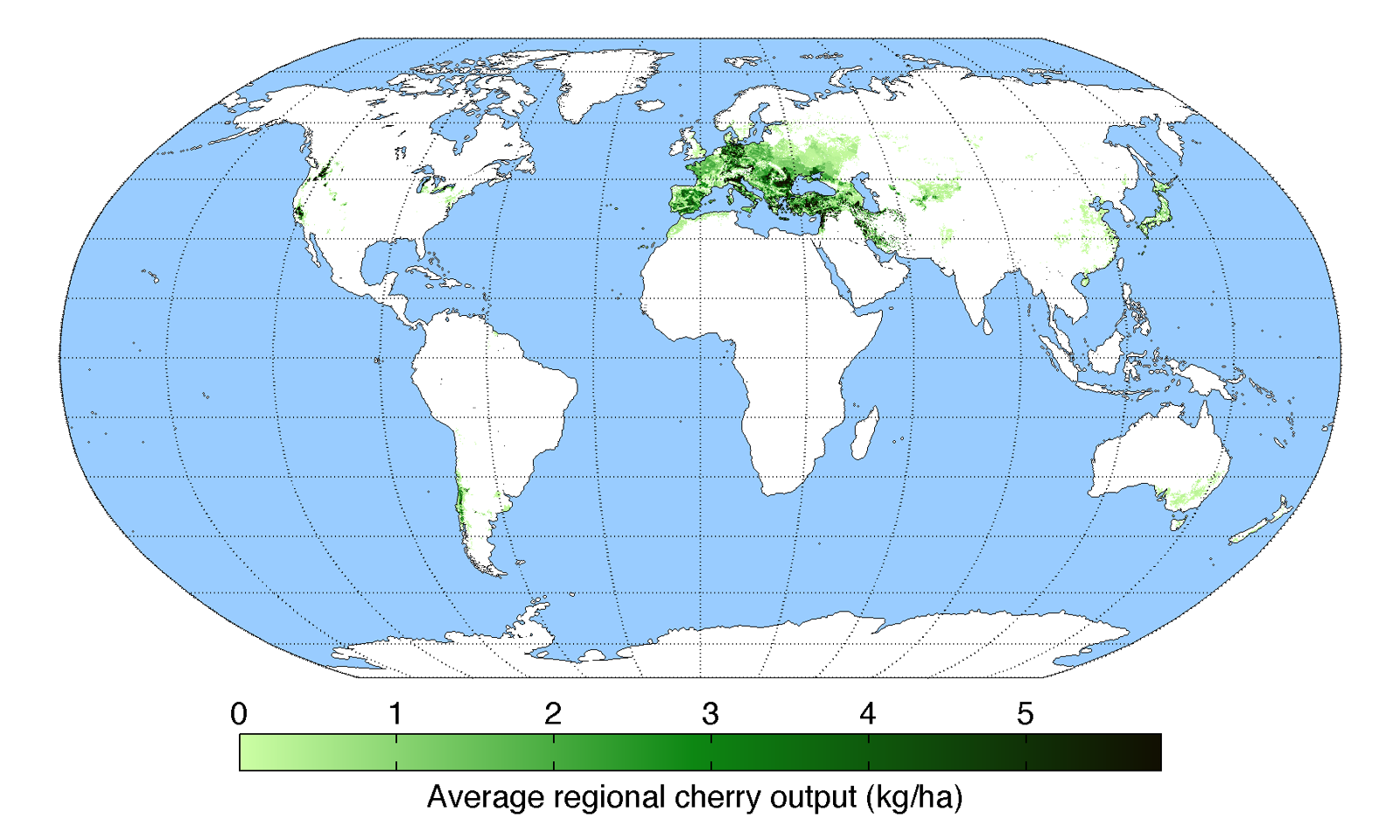
전 세계 버찌 생산량

| 순위                                     | 나라         | 생산량    |
| ---------------------------------------- | ------------ | --------- |
| 1                                        | 튀르키예     | 480,748   |
| 2                                        | 미국         | 384,646   |
| 3                                        | 이란         | 200,000   |
| 4                                        | 이탈리아     | 104,766   |
| 5                                        | 스페인       | 98,400    |
| 6                                        | 칠레         | 90,000    |
| 7                                        | 우즈베키스탄 | 84,000    |
| 8                                        | 시리아       | 82,341    |
| 9                                        | 우크라이나   | 72,600    |
| 10                                       | 러시아       | 72,000    |
| 11                                       | 루마니아     | 70,542    |
| 12                                       | 그리스       | 60,300    |
| 13                                       | 폴란드       | 41,063    |
| 14                                       | 오스트리아   | 38,680    |
| 15                                       | 중국         | 35,500    |
| 16                                       | 프랑스       | 30,440    |
| 17                                       | 독일         | 23,005    |
| 18                                       | 레바논       | 22,500    |
| 19                                       | 세르비아     | 22,213    |
| 20                                       | 불가리아     | 19,512    |
|                                          | 총계         | 2,033,256 |
| 출처: UN Food & Agriculture Organization |              |           |

| 순위                                     | 나라         | 생산량    |
| ---------------------------------------- | ------------ | --------- |
| 1                                        | 튀르키예     | 187,941   |
| 2                                        | 러시아       | 183,300   |
| 3                                        | 폴란드       | 175,391   |
| 4                                        | 우크라이나   | 172,800   |
| 5                                        | 이란         | 105,000   |
| 6                                        | 세르비아     | 74,656    |
| 7                                        | 헝가리       | 53,425    |
| 8                                        | 미국         | 38,601    |
| 9                                        | 우즈베키스탄 | 34,000    |
| 10                                       | 아제르바이잔 | 23,085    |
| 11                                       | 알바니아     | 17,000    |
| 12                                       | 독일         | 12,941    |
| 13                                       | 벨라루스     | 10,674    |
| 14                                       | 북마케도니아 | 8,127     |
| 15                                       | 몰도바       | 7,996     |
| 16                                       | 이탈리아     | 7,000     |
| 17                                       | 크로아티아   | 6,000     |
| 18                                       | 덴마크       | 4,868     |
| 19                                       | 아르메니아   | 4,699     |
| 20                                       | 오스트리아   | 4,030     |
|                                          | 총계         | 1,131,534 |
| 출처: UN Food & Agriculture Organization |              |           |

## 같이 보기
- 벚나무
- 벚꽃
- 앵두
- 자두
- 복숭아
- 딸기
- 파인베리